# Jörg Brümmer
Jörg Brümmer (* 22. Oktober 1964 in Wolgast, Deutschland) ist ein ehemaliger deutscher Judoka und Sumō-Sportler. Er ist mehrfacher Militärweltmeister im Judo und wurde 1998 als erster Deutscher Amateurweltmeister im Sumō. Er trägt den 2. Dan im Judo.

## Biografie
Jörg Brümmer begann während seiner Schulzeit mit dem Judo. Er war Sportsoldat bei der NVA im ASK Frankfurt (Oder) und wurde nach der deutschen Wiedervereinigung in die Sportfördergruppe der Bundeswehr aufgenommen. 1991 wurde er Fünfter bei den Judo-Weltmeisterschaften.
Nachdem er im Frühjahr 1995 seine Laufbahn als Judo-Leistungssportler beendet hatte, begann er im Herbst des gleichen Jahres mit dem Sumō. Bei seinem ersten Wettkampf in Riesa wurde er Europameister. In der Folgezeit errang er weitere internationale Meistertitel in dieser Sportart. 1998 wurde er erster deutscher Amateurweltmeister im Sumō.
Seit Oktober 2007 ist Jörg Brümmer Sumō-Bundestrainer der Männer.
Die Handlung des Films Sumo Bruno (2001), in dem er eine Nebenrolle spielte, ist stellenweise an Jörg Brümmers Sumō-Laufbahn angelehnt.